# Benny Schumann
Benny Schumann (født Carmelo Jose Bienvenido Schumann 23. maj 1945 i Göteborg) er en dansk klovn og multiartist.

## Karriere
Benny Schumann blev oplært som hestedressør, rytter og multiartist af sine forældre i Cirkus Schumann i Cirkusbygningen i København. I 1967 optrådte han med et jonglørnummer med tallerkener og glasskåle. Efter sæsonens afslutning forlod han familiens cirkus og turnerede de næste 10 år med sit jonglørnummer i Europa, USA, Canada og Afrika under kunstnernavnet Ric Benny.
I 1980 begyndte Schumann at optræde i Danmark med et artist- og klovneshow. I 1984 havde Benny premiere på sit one-man show Hej Clown, hvor han optræder som jonglør, bugtaler, linedanser, tryllekunstner og klovn med gags og musik, han selv har skabt. Siden 1993 har Schumann tillige optrådt med Benny Schumanns Mini Cirkus, hvor der også er andre medvirkende.
Ud over at optræde med sine egne shows var Schumann fra 1996 til 2006 kunstnerisk leder af Den Internationale klovnefestival på Dyrehavsbakken.
I 2010 blev Benny Schumann æresmedlem af Dansk Artist Forbund og modtog samtid deres hæderslegat.
I sæson 2017/18 var Benny Schumann engageret til at optræde med sit tallerkenjonglørnummer hos Wallmans] i Cirkusbygningen.

## Hæder
- 2005: Bakkens Oscar[2]
- 2010: Æresmedlem Dansk Artist Forbund
- 2010: Dansk Artist Forbunds hæderslegat
- 2014: Æresdiplom for fortjenstfuld indsats for cirkuskulturen, fra Akademien för Cirkuskonstens bevarende i Sverige
- 2019: Den Danske Cirkuspris[1]
- 2019: Truxas Mindelegat[1]
- 2022 Modtager af DFF-Fondens Hæderslegat

## Privatliv
Han er søn af Albert og Paulina Schumann og barnebarn af den berømte klovn Charlie Rivel. Han er gift med Marianne Schumann. Sammen har de døtrene Julia Schumann og  Patricia Schumann.

## referencer
1. 1 2 3 4 5 6  Rund klovne-fødselsdag: Cirkuslegenden der ikke er til at stoppe. SN.dk. Hentet 5/10-2021
2. ↑  "Benny Schumann får hæderslegat samt æresmedlemskab af Dansk Artist Forbund" (PDF). artisten.dk, Dansk Artist Forbund. Arkiveret fra originalen (PDF) 14. august 2014. Hentet 13. august 2014.